# Токтарсола
 Токтарсола  — деревня в Новоторъяльском районе Республики Марий Эл. Входит в состав Староторъяльского сельского поселения.

## География
Находится в северо-восточной части республики Марий Эл на расстоянии приблизительно 8 км по прямой на юг от районного центра посёлка Новый Торъял.

## История
Упоминается с 1830 году, когда в селении числилось 5 дворов. В 1850 году проживали 159 человек. В 1884 году проживали черемисы. Насчитывалось 37 дворов, 218 человек. В 1932 году в селении проживали 90 человек, из них 76 мари и 14 русских. В 1970 году в деревне проживали 146 человек, в основном марийцы. В 1996 году в деревне числилось 127 хозяйств, 445 человек, в 2002 году — 125 дворов, 470 человек. В советское время работал колхоз «Урал».

## Население
Население составляло 416 человек (мари 93 %) в 2002 году, 362 в 2010.

## Образовательно-воспитательные учреждения
- Токтарсолинская основная общеобразовательная школа имени Д.И. Онара. Школа была создана в 1897 году. В настоящие время в образовательной организации обучаются 72 школьника.
- Детский сад

## Культура
- Библиотека
- Сельский дом культуры

## Здравоохранение
- Фельдшерско-акушерский пункт

## Религия
Язычество, православие

## Связь
- Токтарсолинское отделение почтовой связи.

## Известные уроженцы
Веселов Фёдор Васильевич (1920—1997) — марийский советский хозяйственный деятель, агроном. Директор машинно-тракторной станции, председатель колхоза «За коммунизм» с. Помары Волжского района Марийской АССР (1955—1985). Участник Великой Отечественной войны и советско-японской войны. Член ВКП(б) с 1945 года.